# Jan Ciechanowiecki
Jan Ciechanowiecki herbu Dąbrowa (ur. ok. 1593, zm. 1636) – marszałek Trybunału Głównego Wielkiego Księstwa Litewskiego w maju 1636, sędzia ziemski orszański od 1627, podstoli mścisławski od 1616. W końcu 1636 był prawdopodobnie mianowany wojewodą witebskim, ale zmarł przed objęciem urzędu.

## Życiorys
Był synem Stanisława i nieznanej z imienia szlachcianki herbu Korczak. Ożenił się z Aleksandrą Kamieńską h. Ślepowron, z którą miał syna Stanisława i córkę Teofilę.
W latach 1611–1612 służył w chorągwi spowinowaconego z nim hetmana Chodkiewicza, a w latach 1617-1618 w chorągwi regimentarza Gosiewskiego podczas wojny polsko-rosyjskiej. Po zawarciu rozejmu z Rosją przeniósł się na rok do chorągwi husarskiej królewicza Władysława.
Politycznie związany był z frakcją Lwa Sapiehy, z którym również był spowinowacony. Od 1622 pełnił urząd pisarza ziemskiego orszańskiego. Był ściśle związany z dworem królewskim i często pełnił różne funkcje publiczne, w 1626 krótko był podwojewodzim witebskim, a dworzaninem królewskim został niedługo przed śmiercią w 1636.
Poseł na sejm koronacyjny 1633 roku, sejm 1634 roku.